# 川北のん
川北 のん (かわきた のん、2009年〈平成21年〉3月3日 - ) は、かつて日本で活動していた子役、女優、タレント。

## 概要
出身地は非公表。
趣味は、読書、ジョギング、辞書引き、犬のお世話。
特技は、暗記 本の早読み。
「テレビのアンパンマンに会いたい」という理由で4歳からスマイルモンキーに所属。
『クイズ!あなたは小学5年生より賢いの?』の名物である「助っ人小学生」の5人の一人 クラスのまとめ役 のんちゃんとして出演した。
同じ事務所に所属している川北れんは妹、姉の川北杏と川北蘭もかつて同じ事務所に所属していた。

## 出演

### テレビドラマ
- 若者たち2014 第2話（2014年7月16日、フジテレビ）屋代多香子（幼少期） 役
- ビンタ!〜弁護士事務員ミノワが愛で解決します〜 第1話（2014年10月2日、日本テレビ）戸上玲奈（幼少期） 役
- 保育探偵25時（2015年1月16日 - 2015年3月13日、テレビ東京）ミミ 役
- 南くんの恋人〜my little lover（2015年11月10日 - 2016年2月2日、フジテレビ）堀切ちよみ（幼少期） 役
- 世界はひばりを待っている（2016年2月6日 - 2月20日、NHK BSプレミアム）栗原新子（幼少期） 役
- ふなっしー探偵（2016年1月7日、フジテレビ） - 恵役
- ドクター調査班〜医療事故の闇を暴け〜 第2話（2016年4月29日、テレビ東京）中里瑞穂 役
- グッドパートナー 無敵の弁護士 第5話（2016年5月19日、テレビ朝日）葛原いずみ 役
- 湯けむりバスツアー 桜庭さやかの事件簿7（2016年5月23日、TBS）高根沢智子（幼少期） 役
- 視覚探偵 日暮旅人 第2話（2017年1月29日、日本テレビ）宮川さくら 役
- PTAグランパ!（2017年4月2日 - 5月21日、NHK BSプレミアム）武曾友理奈 役
  - PTAグランパ2!（2018年4月8日 - 5月27日）
- コード・ブルー -ドクターヘリ緊急救命- 3rd season 第2回（2017年7月24日、フジテレビ）千葉もえか 役
- 新春ドラマ特別企画 三匹のおっさんスペシャル（2018年1月2日、テレビ東京）花沢ゆかり（幼少期） 役
- マジムリ学園（2018年7月26日 - 9月27日、日本テレビ）カイザー（幼少期） 役
- トレース〜科捜研の男〜 第3話（2019年1月21日、フジテレビ）
- 家政夫のミタゾノ 第3話（2019年5月3日、テレビ朝日）内部絵里 役[4]
- 拝み屋怪談II 第八夜（2019年8月26日、BSテレビ東京）小橋美琴（少女時代） 役[5]

### テレビ番組
- それいけ!アンパンマンくらぶ（2014年 - 2016年、BS日テレ）
- ゴー!ゴー!キッチン戦隊クックルン（2019年4月1日、2020年1月21日、NHK-Eテレ）アユミ 役
- クイズ!あなたは小学5年生より賢いの?（2019年10月18日 - 2020年3月13日、日本テレビ）助っ人小学生[3]

### 映画
- 娚の一生（2015年2月14日、ショウゲート）堂薗つぐみ（幼少期） 役
- 残穢(ざんえ)-住んではいけない部屋-（2016年1月30日、松竹）屋嶋美都（5〜6歳） 役
- 嫌な女（2016年6月25日、松竹）石田徹子（幼少期） 役
- ぼくは明日、昨日のきみとデートする（2016年12月17日、東宝）福寿愛美（幼少期） 役
- 東映 presents HKT48×48人の映画監督たち（2017年）池田千尋監督「遠ざかって、消えていくもの」希江 役
- その消失、（2018年、AMGエンタテイメント）娘・美波 役
- 瞽女GOZE（2020年） - 小林ハル（少女期） 役[2][6]

### CM
- バンダイ「アンパンマン★カラーパソコンスマート」（2014年）
- 日本マクドナルド「ハッピーセット」（2014年）
- YKK AP「MADOショップ」（2015年）
- NEXT「HOME’S」（2015年）[7]
- CASIO「EXILIM EX-ER10」（2015年）
- ユニバーサル・スタジオ・ジャパン（2015年、2016年）
- 花王「リセッシュプロテクトガード」（2015年）
- ヤマザキ「ダブルソフト」（2015年）
- レディースアートネイチャー「ふわりなでしこ」（2015年）
- 日本マクドナルド「ハッピーセット はなかっぱ」（2015年）
- シマダヤ「本うどん」（2015年）
- PILOT（2015年）
- メガハウス「tapme(タップミー)2」（2015年）
- ベネッセ「チャレンジ1ねんせい」（2015年）
- すき家（2016年、2017年）
- 福井テレビ「ジョブチャンネル」（2016年）
- 花王「ビオレu」（2016年）
- バンダイ「魔法つかいプリキュア! プリコーデハウス プリキュアショッピングモール」（2016年）
- クラシエ「ポッピンクッキン」（2017年）
- 雪印メグミルク「6Pチーズ 焼きロッピー!」（2017年）
- タカラトミー「プリンセスドレスシリーズ」（2017年）
- いなばペットフード「CIAOちゅ～る プロちゅーらー田中」（2017年）
- 雪印メグミルク「6Pチーズ ソース焼きロッピー」（2017年）
- 日本マクドナルド「ハッピーセット リカちゃん」（2018年）

### スチール写真
- ベネッセ「すっく秋」（2013年）
- スタジオアリス「Aniversa 2014」カタログ（2014年）
- スズキ「ALTO」カタログ（2015年）
- スタジオアリス「Aniversa 2016」カタログ（2016年）
- スタジオアリス「Aniversa 2017」カタログ（2017年）
- スタジオアリス「Aniversa 2018」カタログ（2018年）
- 光文社「STORY」2018年12月号

### ミュージック・ビデオ
- earthmind「イノセント」（2013年）
- NGT48「出陣」（2013年）
- After the Rain（そらる×まふまふ）「四季折々に揺蕩いて」（2018年）
- ゴールデンボンバー「ガガガガガガガ」（2019年）

### 広告
- 警視庁「飲酒運転根絶」（2018年）

### Webメディア
- 花王「笑顔づくり研究所 音を見る字幕CM」（2014年）
- ベネッセ「BenePa こどもちゃれんじ知育シリーズ」（2015年）
- ベネッセ「進研ゼミ 小学2年生講座」（2018年）
- ハシモトBaggage「フィットちゃんランドセル」（2019年）

### その他
- ARIO KIDS COLLECTION（2018年8月12日、アリオ西新井店）